# Золотинське (заповідне урочище)
Золоти́нське — лісове заповідне урочище в Україні. Розташоване в межах Сарненського району Рівненської області, на території Лісівської сільської ради.
Площа 12 га. Створений рішенням Рівненського облвиконкому № 343 від 22.11.1983 року. Землекористувач: Золотинське лісництво ДП «Висоцький лісгосп» (квартал 36, виділ 2).
Ділянка характеризується трохи пониженим місцем, де є сприятливі умови для зростання цінної лікарської рослини — чорниці.